# 피르칸마 지역

피르칸마 지역의 문장

피르칸마 지역의 위치

피르칸마 지역(핀란드어: Pirkanmaa, 스웨덴어: Birkaland)은 핀란드를 구성하는 지역 가운데 하나로, 중심 도시는 탐페레이며 면적은 14,292km2, 인구는 453,978명이다. 역사적인 사타쿤타 지역의 일부이며 과거 서핀란드 주에서 갈라져 나왔다. 사타쿤타 지역, 칸타헤메 지역, 페이예트헤메 지역, 남포흐얀마 지역, 중앙수오미 지역과 인접한다.

## 지자체
피르칸마 지역의 지자체는 총 24곳으로, 이 중 11곳이 도시로 분류된다. 도시는 진한 색으로 표시되어 있다.
| - 노키아 - 맨태빌풀라 - 렘팰래 - 루오베시 - 발케아코스키 - 베시라흐티 - 비르라트 - 사스타말라 - 아카 - 윌뢰얘르비 - 오리베시 - 우르얄라 | - 유파요키 - 이카리넨 - 캉가살라 - 쿠마라흐티 - 퀼매코스키 - 키니외 - 탐페레 - 파르카노 - 팰캐네 - 푼칼라이둔 - 피르칼라 - 해멘퀴뢰 |